# ألف شهر (فلم)
ألف شهر فيلم مغربي إنتاج 2003 للمخرج فوزي بن السعيدي. حاز به على جائزة الشباب بمهرجان كان السينمائي. ويحكي الفيلم قصة أمينة التي تلجئ رفقة ابنها المهدي إلى منزل والد زوجها با أحمد بإحدى قرى جبال الأطلس بعد أن اعتقل زوجها عبد الكريم لأسباب سياسية.

## روابط خارجية
- مقالات تستعمل روابط فنية بلا صلة مع ويكي بيانات
- الفيلم على موقع allocine.fr
- الفيلم على موقع africultures.com